# Tribunal de l'arrondissement central de Pest
Le Tribunal de l'arrondissement central de Pest (en hongrois : Pesti Központi Kerületi Bíróság) est un édifice situé dans le 5e arrondissement de Budapest.